# Mohamed Sarr
Mohamed Adama Sarr (ur. 23 grudnia 1983 w Dakarze) – senegalski piłkarz grający na pozycji środkowego obrońcy.

## Kariera klubowa
Sarr w młodym wieku wyemigrował z Senegalu do Włoch. Tam też rozpoczął piłkarską karierę w klubie Treviso. Mając 17 lat zadebiutował w jego barwach w Serie B w roku 2000. Zaliczył 12 spotkań, ale Treviso spadło do Serie C1. Latem 2001 wykupił go A.C. Milan. W zespole „rossonerich” rozegrał tylko jedno spotkanie w Serie A, a w Pucharze UEFA zdobył gola w wygranym 4:0 meczu z BATE Borysów. Latem 2002 Senegalczyk został wypożyczony do tureckiego Galatasaray SK. W Superlidze strzelił jedną bramkę (3:1 z Denizlisporrem) oraz wywalczył wicemistrzostwo Turcji. W 2003 roku wrócił do Włoch, ale tym razem został wypożyczony do Ancony, w której dokończył sezon 2002/2003 i awansował do Serie A, a latem przeszedł do drugoligowej Atalanty BC. W sezonie 2004/2005 był wypożyczony do grającego w Serie C1 zespołu Vittoria.
W 2005 roku Sarr odszedł na zasadzie wolnego transferu do belgijskiego Standardu Liège. W sezonie 2005/2006 jako rezerwowy został wicemistrzem Belgii, ale już w sezonie 2006/2007 występował w pierwszym składzie Standardu. Sezon ten zakończył ze swoim klubem na 3. miejscu w Eerste Klasse. Dotarł też do finału Pucharu Belgii. W sezonach 2007/2008 i 2008/2009 zdobywał ze Standardem mistrzostwo kraju. Latem 2010 Sarr przeniósł się do beniaminka hiszpańskiej Primera División – Hérculesa.
W 2011 roku Sarr wrócił do Belgii i został piłkarzem KRC Genk. W sezonie 2012/2013 grał w OFI Kreta.
| Sezon   | Klub           | Kraj      | Rozgrywki          | Mecze | Bramki |
| ------- | -------------- | --------- | ------------------ | ----- | ------ |
| 2000/01 | Treviso        | Włochy    | Serie B            | 12    | 0      |
| 2001/02 | A.C. Milan     | Włochy    | Serie A            | 1     | 0      |
| 2002/03 | Galatasaray SK | Turcja    | Superliga          | 7     | 1      |
| 2002/03 | Ancona         | Włochy    | Serie B            | 19    | 1      |
| 2003/04 | Atalanta BC    | Włochy    | Serie B            | 22    | 0      |
| 2004/05 | Vittoria       | Włochy    | Serie C1           | 29    | 1      |
| 2005/06 | Standard Liège | Belgia    | Eerste Klasse      | 12    | 0      |
| 2006/07 | Standard Liège | Belgia    | Eerste Klasse      | 31    | 0      |
| 2007/08 | Standard Liège | Belgia    | Eerste Klasse      | 24    | 0      |
| 2008/09 | Standard Liège | Belgia    | Eerste Klasse      | 19    | 1      |
| 2009/10 | Standard Liège | Belgia    | Eerste Klasse      | 25    | 0      |
| 2010/11 | Hércules CF    | Hiszpania | Primera División   | 2     | 0      |
| 2011/12 | KRC Genk       | Belgia    | Eerste Klasse      | 0     | 0      |
| 2012/13 | OFI Kreta      | Grecja    | Superleague Ellada | 19    | 2      |

## Kariera reprezentacyjna
W reprezentacji Senegalu Sarr zadebiutował w 2001 roku. W chwili debiutu liczył sobie 17 lat. W 2008 roku został powołany przez Henryka Kasperczaka do kadry na Puchar Narodów Afryki 2008.